# Falling Home
Albums de Pain of Salvation
Road Salt Two : Ebony
(2011) In the Passing Light of Day
(2017)
Falling Home est le neuvième album studio du groupe suédois de metal progressif Pain of Salvation sorti le 10 novembre 2014 sur le label Century Media Records. Les chansons sont des reprises acoustiques de titres des albums précédents, à l'exception de Holy Diver de Dio, de Perfect Day de Lou Reed et de Falling Home, qui est une composition originale du groupe

## Liste des chansons
| No  | Titre                                    | Durée |
| --- | ---------------------------------------- | ----- |
| 1.  | Stress (Entropia, 1997)                  | 5:32  |
| 2.  | Linoleum (Road Salt One, 2010)           | 4:57  |
| 3.  | To the Shoreline (Road Salt Two, 2011)   | 3:05  |
| 4.  | Holy Diver (reprise de Dio)              | 4:34  |
| 5.  | 1979 (Road Salt Two, 2011)               | 2:50  |
| 6.  | Chain Sling (Remedy Lane, 2002)          | 4:07  |
| 7.  | Perfect Day (reprise de Lou Reed)        | 4:51  |
| 8.  | Mrs. Modern Mother Mary (Scarsick, 2007) | 4:23  |
| 9.  | Flame to the Moth (Scarsick, 2007)       | 4:30  |
| 10. | Spitfall (Scarsick, 2007)                | 6:42  |
| 11. | Falling Home                             | 3:05  |